# Fontaine de l’ours
La fontaine de l'Ours à Smíchov (ou Fontaine aux Ours) est une fontaine en pierre baroque située à Prague 5 - Smíchov. Depuis 1945 elle est située dans le parc de la Place du 14 octobre, entre l'église Saint-Venceslas et le parvis du pont Jirásk, près de la Maison nationale de Smichov et de la place du marché de Smíchov. La fontaine est l'œuvre du sculpteur Jeroným Kohl et est protégée comme monument culturel tchèque depuis 1964.

## Histoire
La fontaine a été commandée par le comte Jan Jiří Jáchym Slavata de Chlum et Košumberka et son épouse Kateřina, pour le jardin au nord de leur résidence d'été. Il n'est pas certain que le comte l'ait vu, car elle a été installée en 1689, à sa mort.
Vers 1812, le terrain fut acheté par l'entrepreneur textile Aaron Beer Przibram (1781-1852) qui y construisit une usine de cardage - une usine de tissus de coton imprimés, et les parties non aménagées du terrain avec la fontaine servaient de cour et de zones de manutention. Après la fermeture de l'usine, les ruines du château d'été de Slavat ont été démolies, le terrain a été vendu pour des terrains à bâtir et la fontaine a été démantelée.
Le comte Černín aurait offert au fils de Przibram 4 000 florins pour le racheter, mais celui-ci fit don du jardin en 1894 à la municipalité de Smíchov, qui installa la fontaine sur la place Kinské devant la caserne d'Albrecht (aujourd'hui le palais de justice).
Après 1945, la fontaine a dû quitter la place - remplacée par le monument de l'Armée rouge avec un char soviétique - et a été déplacée vers son emplacement actuel, c'est-à-dire plus près de son emplacement d'origine. La fontaine est souvent la cible de vandales, elle a été réparée pour la dernière fois en 2006, un nouveau trident a été ajouté à Neptune et des piliers avec une chaîne ont été construits autour de la fontaine.

## Description

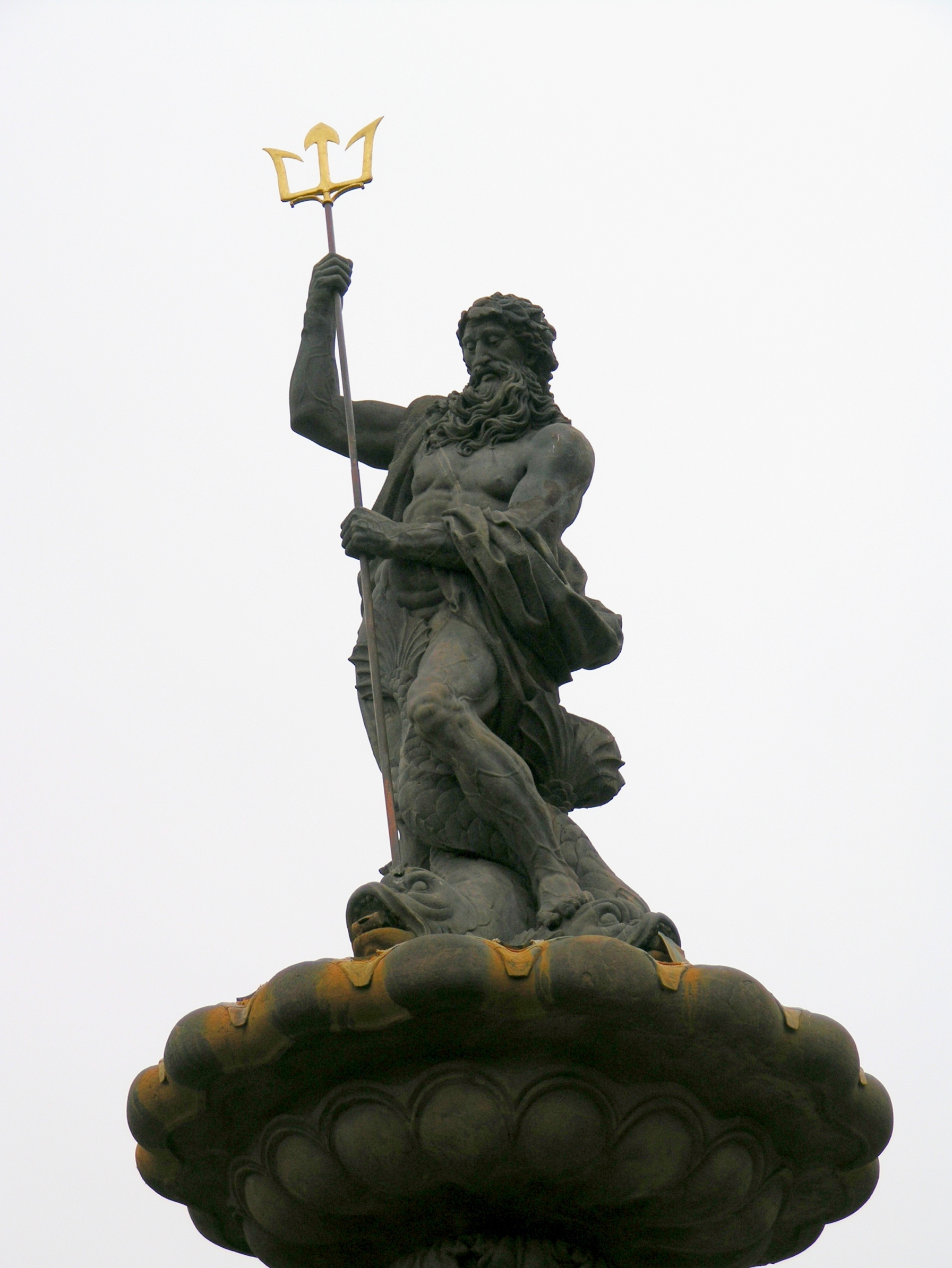
Statue de Neptune

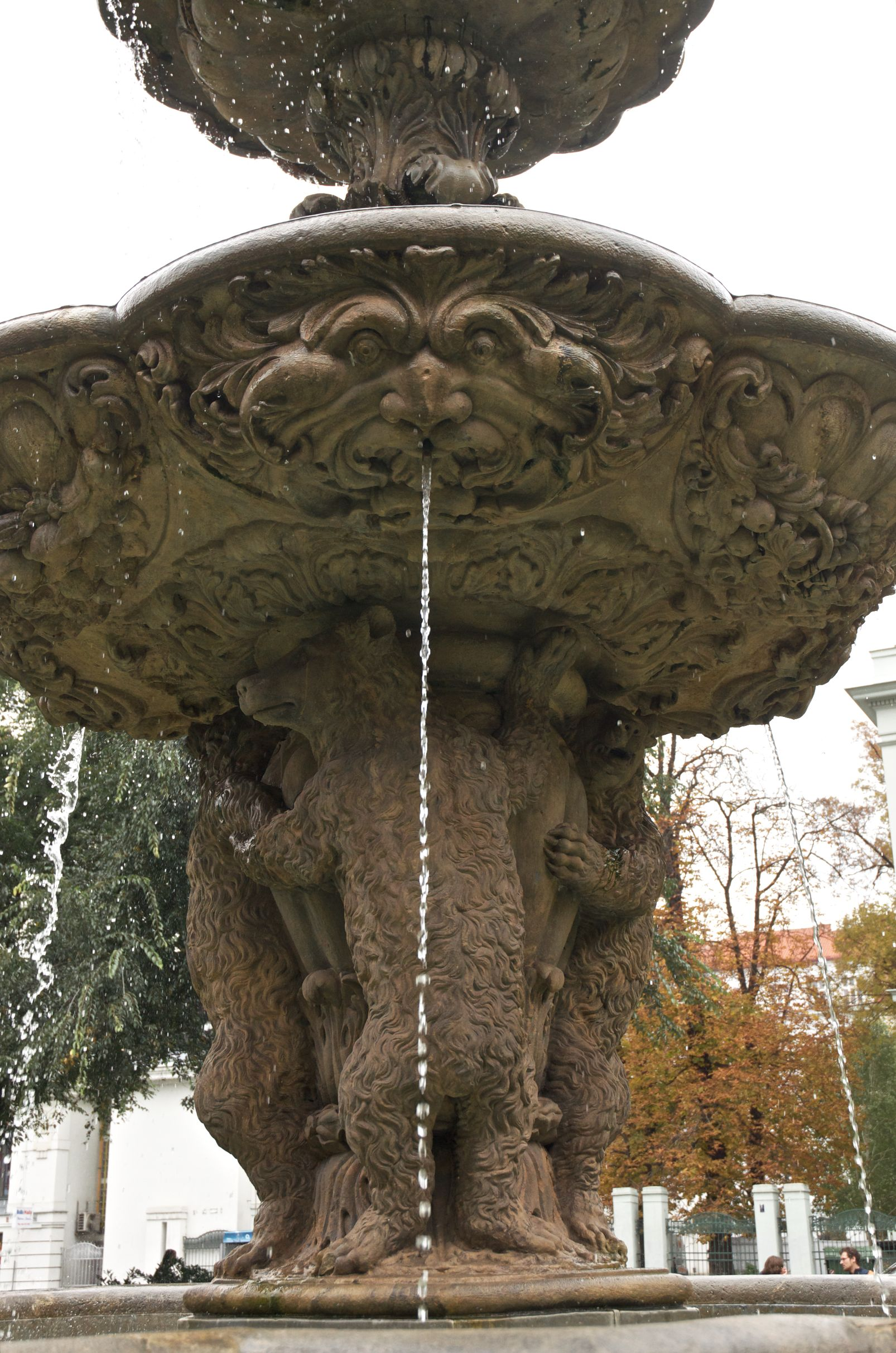
Ours sur la moitié inférieure de la colonne

La disposition architecturale sur trois étages, composée de trois bassins superposés axialement sur une colonne centrale, est typique du début du baroque et de l'Europe centrale. Autour de la moitié inférieure de la colonne sont sculptées trois ours debout sur leurs pattes arrière et se tenant avec leurs pattes avant. Sur leur tête ils portent une vasque d'un bassin central, sur lequel sont sculptées quatre gargouilles en forme de mascarons et de coquilles nervurées. La partie supérieure porte le petit char avec une statue de Neptune. Neptune est représenté en mouvement avec des drapés flottant autour de ses bras, chevauchant trois dauphins et s'appuyant sur un trident. De face, sa nudité est recouverte par la queue d'un des dauphins.
La décoration sculpturale a été réalisée en 1689 par le sculpteur pragois Jeroným Kohl comme sa troisième fontaine à Prague. Oldrich J. Blazicek a attiré l'attention sur les modèles italiens de la statue de Neptune, de la même manière que les statues de la fontaine Kohl au château de Prague sont dérivées de modèles italiens. Il a critiqué « les peluches représentées avec la naïveté d'un sculpteur ».